# Richard Slayman
Richard V. Slayman (* 12. Oktober 1961; † 7. Mai 2024) war ein US-amerikanischer Transplantationspatient. Er war der weltweit erste Mensch, dem in einer Xenotransplantation die Niere eines zur Vermeidung von Abstoßungsreaktionen gentechnisch veränderten Hausschweins übertragen wurde.
Slayman arbeitete als Kontrolleur für Umzugsangelegenheiten im Massachusetts Department of Transportation und lebte in Weymouth. Er war an einer Nierenerkrankung im Endstadium erkrankt und ihm war bereits 2018 eine menschliche Niere transplantiert worden. Zu seinen weiteren Vorerkrankungen zählten ein Diabetes mellitus Typ 2, Bluthochdruck und eine Herzinsuffizienz. Im Jahr 2023 begann das Transplantat zu versagen. Schließlich wurde bei ihm am 16. März 2024 am Massachusetts General Hospital in Boston die weltweit erste erfolgreiche Xenotransplantation einer Schweineniere durchgeführt. Sein Tod rund zwei Monate später stand nach Aussage der behandelnden Ärzte nicht in Zusammenhang mit der Operation.